# 小行星4983
小行星4983（英語：4983 Schroeteria）是一颗围绕太阳公转的小行星。1977年9月11日，尼古拉·切爾尼赫在克里米亚发现了此天体。
这颗小行星的绝对星等为251.8481876478178等。